# Gafarró gris
El gafarró gris (Crithagra gularis) és un ocell de la família dels fringíl·lids (Fringillidae).

## Hàbitat i distribució
Habita sabanes d'Angola, est de Botswana, Zimbabwe, sud-est de Moçambic i nord-est, est i sud de Sud-àfrica.